# 石門發電廠義興電廠

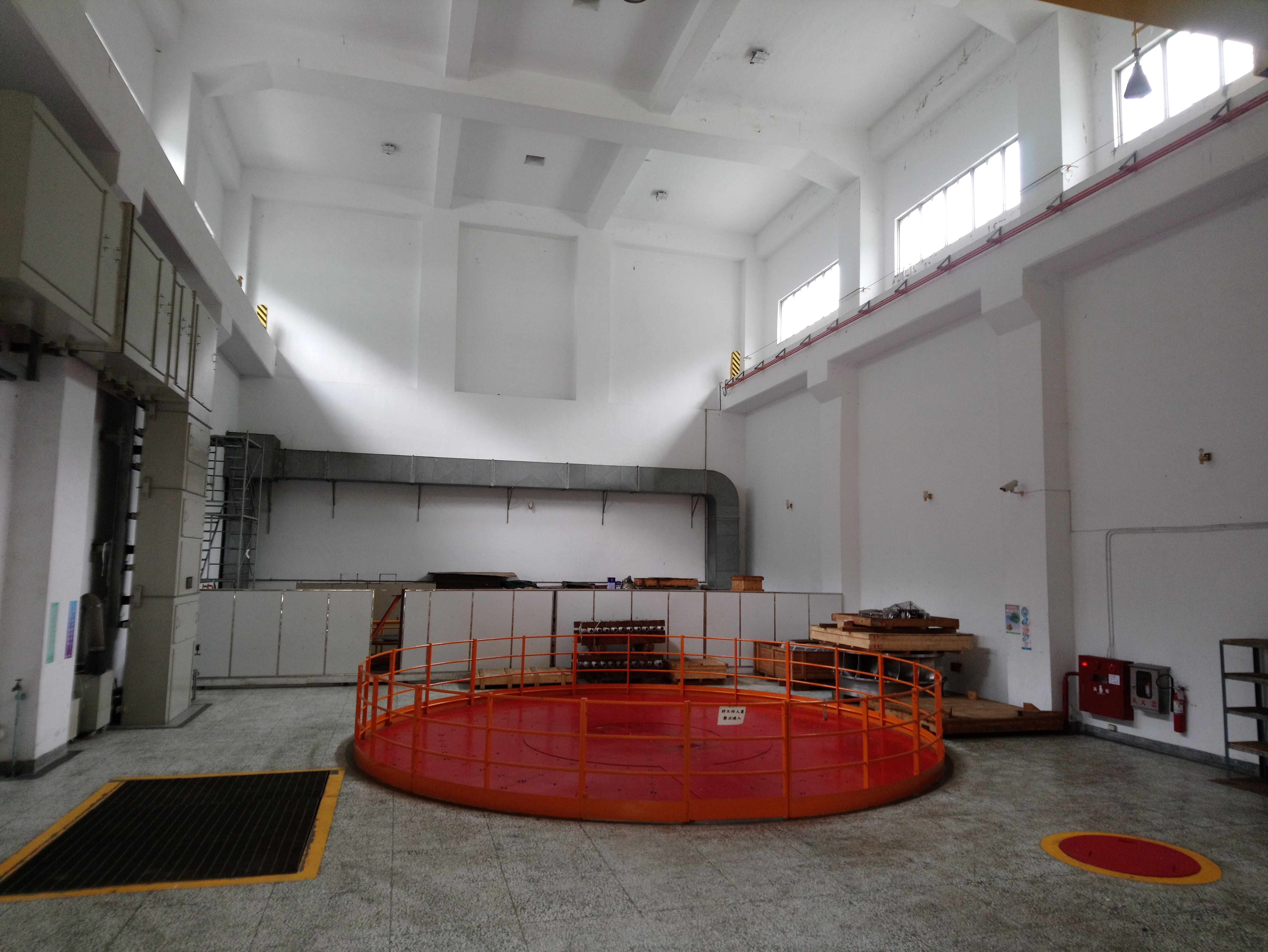
義興發電廠發電機頂蓋

義興電廠為一座位在臺灣桃園市復興區的水力發電廠，其發電廠所有單位為經濟部水利署北區水資源局，但委託臺灣電力公司進行營運。因此義興電廠與石門電廠由臺灣電力公司石門發電廠進行全面管理與維護，全名為臺灣電力股份有限公司義興發電廠，是一座無人控制的水力發電廠。

## 沿革
義興電廠最早的興建緣由為石門水庫集水區第二期計畫中所興建的水壩（巴陵壩、義興壩、榮華壩），利用榮華壩所攔阻大漢溪上游山上沖流而下的砂石、泥砂，減少流入石門水庫造成淤積，可延長水庫使用年限，並且，由彎曲河道落差所得到的水頭，開發做水力發電廠，為義興發電廠之初始。
義興電廠與榮華壩的興建工程是由中興工程顧問社負責規劃、設計及監造，在1977年（民國66年）正式動工，發電廠廠房設置於義興壩下游0.4公里處的大漢溪左岸，於1984年（民國73年）完工啟用商轉發電。是一座慣常式 - 川流式水力發電廠。
2004年（民國93年）8月25日，因艾利颱風來襲，造成桃園復興山區降下超大雨量，經計算，通過義興電廠旁河道流量為7,900CMS，然而當時大漢溪通過發電廠旁的水量已超過義興電廠防水牆設計容許量的7,800CMS，導致當時山坡地雨水無法順利排入大漢溪河床而直接灌入發電廠的廠區，造成義興發電廠發電機組之開關場及發電廠房內全部設備浸水的災害。
風災過後，管轄義興電廠的石門電廠立即進行復建計劃，共編列預算新臺幣2,460萬元，於2005年（民國94年）3月16日函報經濟部水利署北區水資源局並獲同意辦理。同時由臺電公司成立「義興發電廠復建工作小組」及「義興發電廠復建工作竣工試驗小組」執行相關復建工作，並於民國95年5月25日修復完成併聯發電。

## 設施

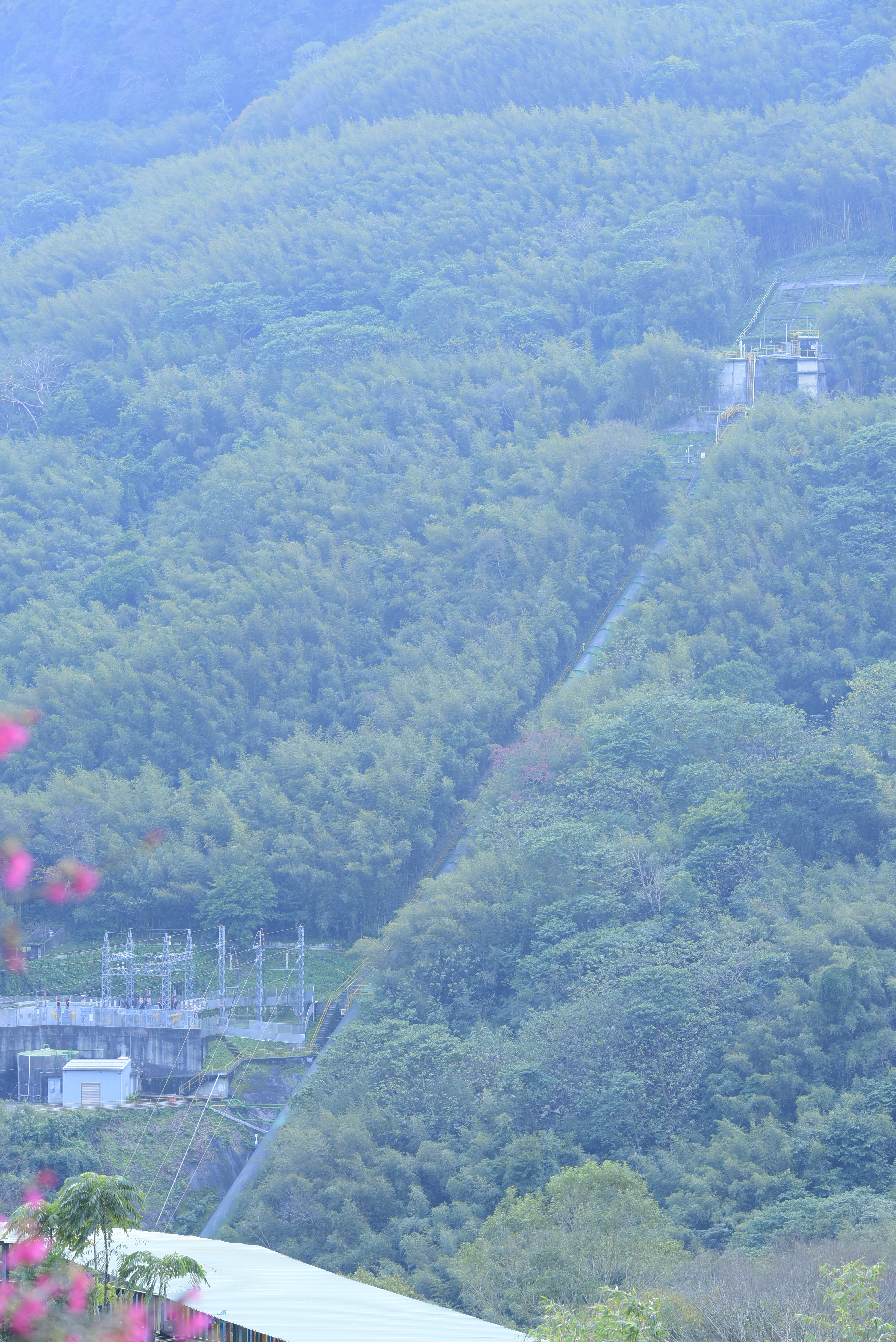
義興電廠

義興電廠發電機組之進水口設於榮華壩上游左岸處，進水口底部標高為407.5公尺。進水口與發電廠之間，依序以前段輸水隧道（內徑4公尺）、跨河渡槽、沈砂池、後段輸水隧道（內徑4公尺）、前池及壓力鋼管（內徑3公尺）連結輸水，總長約5公里。
輸水隧道採用重力式自由溢流，以減少設置昂貴的減壓設施，總長5公里的輸水流程設計流量為31.63秒立方公尺。並且，為補充大漢溪枯水期時水量不足導致發電量亦不足，因此大漢溪支流匹亞溪上另有攔河堰一座進行取水，經沈砂池後進入後段輸水隧道。發電最大水頭為157公尺，年發電量可達213,480,000度。發出的電力則藉69仟伏輸電線路送至臺灣電力公司的福安二次變電所。

### 機組
| 名稱   | 發電機型號                     | 水輪機型號                         | 機組數量 | 發電方式 | 有效落差（公尺） | 單一機組用水量（CMS） | 容量（MW） | 位置         | 商轉日期  | 狀態   |
| ------ | ------------------------------ | ---------------------------------- | -------- | -------- | ---------------- | --------------------- | ---------- | ------------ | --------- | ------ |
| 一號機 | 日本三菱機械製交流式同步發電機 | 日本三菱重工製豎軸法蘭西斯式水輪機 | 1        | 調整池式 | 146.8公尺        | 31.63CMS              | 40MW       | 桃園市復興區 | 1983年7月 | 商轉中 |

### 管理
- 發電廠名稱：臺灣電力公司石門發電廠義興電廠[1]
- 管理單位：臺灣電力公司石門發電廠[2]
- 廠內編制：無（遠端遙控）[2][3]

### 設施
- 廠房類型：半地下式[5]
- 取水來源：大漢溪（榮華壩）、匹亞溪（攔河堤堰）[2]
- 壓力鋼管：一條，長302公尺、內徑3公尺[1][5]

## 周遭景點
- 石門水庫 (臺灣)
- 北橫公路
- 拉拉山
- 義興吊橋

## 資料來源
1. 1 2 3 4 5 6 7 8  朱瑞墉.  (PDF). 源雜誌. 2007年8月  [2015-08-25]. （原始内容存档 (PDF)于2015-12-11） （中文（臺灣））.
2. 1 2 3 4 5 6 7   (PDF). 臺灣電力公司.   [2015-08-25]. （原始内容 (PDF)存档于2016年3月20日） （中文（臺灣））.
3. 1 2 3  . 水利署電子報.   [2015-08-25]. （原始内容存档于2015-12-11） （中文（臺灣））.
4. 1 2 3 4  趙方成. . 財團法人中興工程顧問社. 2010年4月  [2015-08-25]. （原始内容存档于2008-01-22） （中文（臺灣））.
5. 1 2 3 4 5  . 水電民生館.   [2015-08-25]. （原始内容存档于2014-01-10） （中文（臺灣））.
6. ↑  . 石門水庫全球資訊網.   [2015-08-25]. （原始内容存档于2016-03-04） （中文（臺灣））.